# Ideal Standard International
Ne doit pas être confondu avec Idéal standard, album musical.
Ideal Standard International est un groupe appartenant à l'industrie sanitaire. Fabricant de produits sanitaires fondé en 1901, son siège social est basé à Bruxelles en Belgique. Propriété principale de Bain Capital depuis 2007, le groupe a été racheté en 2018 par Anchorage Capital et CVC Credit Partners.
Ideal Standard International fait partie de l'industrie sanitaire en Europe (céramique, accessoires et robinetterie). Le groupe propose des produits pour la salle de bains : mitigeurs pour la cuisine et la salle de bains, meubles de salle de bains, ensembles de douches, receveurs, cuvettes WC, bidets et accessoires.
Ideal Standard est présent dans 17 pays en Europe, au Moyen-Orient et en Afrique et possède près de 20 sites de production dont la majorité se situe en Europe (France, Italie, Allemagne, Bulgarie et Angleterre) et un en Égypte.
Ideal Standard est un groupe international qui compte plusieurs entités commerciales selon la localisation. Outre Ideal Standard, présente dans les 17 pays du groupe, on retrouve notamment : Porcher en France, Armitage Shanks au Royaume-Uni, Ceramica Dolomite en Italie et Vidima en Europe de l’Est.

## Histoire

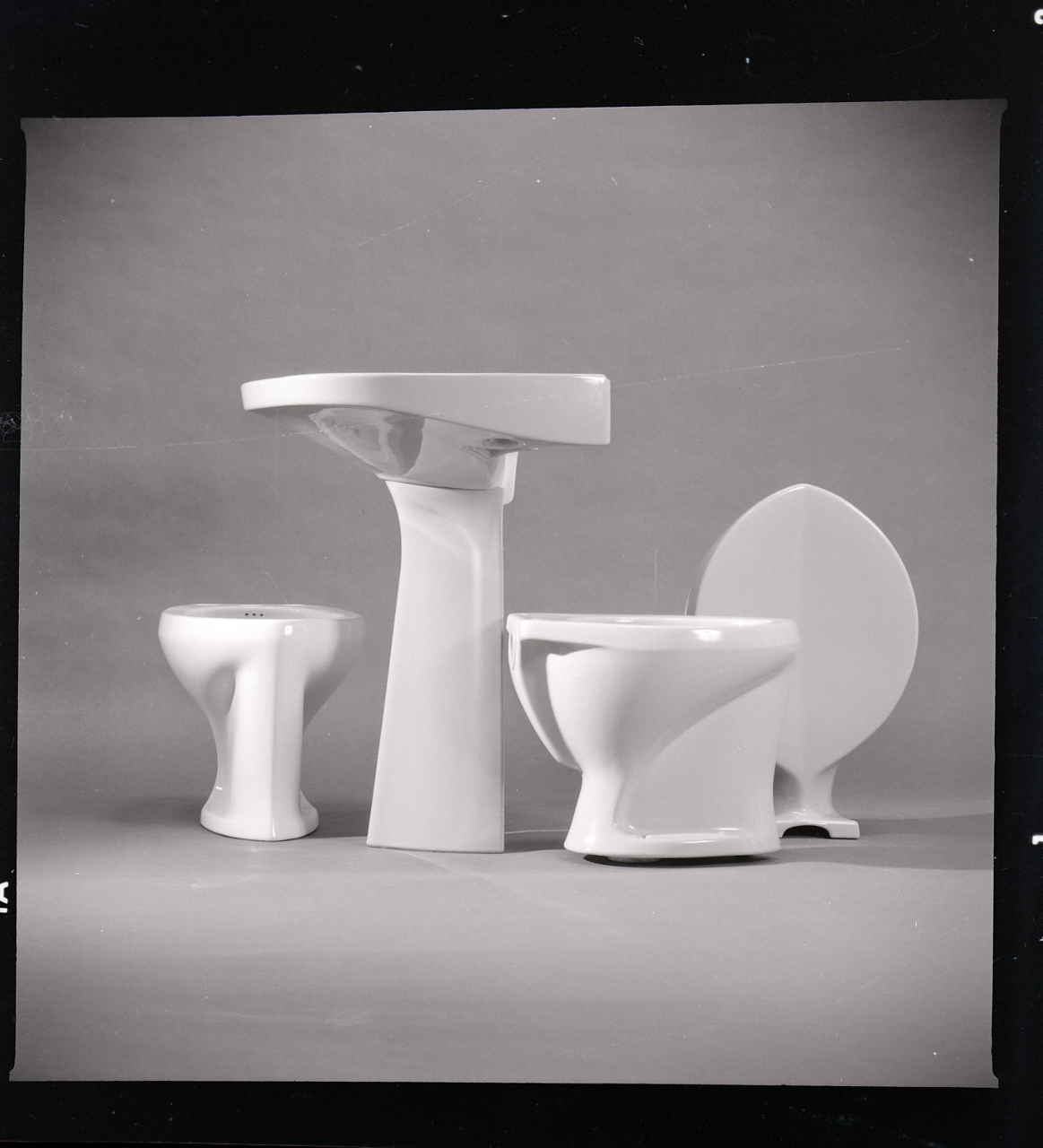
Sanitaries céramique dessinée pour Ideal Standard par Gio Ponti, 1954 ca. Photo par Paolo Monti.

En 1892, Clarence Wolley crée American Radiator Company et part à la conquête de l'Europe en 1895.
La fonderie Louis Courtot basée à Dole dans le Jura est rachetée par American Radiator Company en 1898. L'entité européenne prend alors le nom de Compagnie Nationale des Radiateurs et devient le premier fournisseur d'équipement de chauffage au monde.
En 1929, American Radiator Company fusionne avec Standard Sanitary Manufacturing premier fournisseur de biens de plomberie et d'appareils sanitaires au monde. Ainsi naît le groupe American Standard.
En 1931, l'usine de Dole abandonne la fabrication de chauffage pour devenir la première unité de production de céramique du groupe.
La Compagnie Nationale des Radiateurs devient Ideal Standard en 1949 et commence la production de salles de bain en couleur.
En 2007, Bain Capital rachète l'activité salle de bains du groupe American Standard et crée le groupe Ideal Standard International, détenant alors, entre autres, les marques Ideal Standard, Porcher et Jado.
En 2018, Anchorage Capital et CVC Credit Partners, déjà présents au capital, rachètent Ideal Standard International.

## Innovations
En 1969, le premier mitigeur à cartouche céramique voit le jour.
En 1979, la première cuvette sans bride est lancée.
En 1989, Porcher invente le mécanisme de chasse 3/6L.
En 2000, le groupe Ideal Standard International lance la Click Technologie.
En 2011, le groupe crée l'IdealBlue Technologie.
En 2015, la technologie Aquablade voit le jour.
En 2017, c'est au tour des vasques en Diamatec de voir le jour, avec la sortie d'Ipalyss.

## Designers
Ideal Standard International propose une multitude de collections issues de son groupe de designers :
- Studio ARTEFAKT crée en 1989. Ses fondateurs sont Tomas Fiegl et Achim Pohl qui se sont rencontrés à l’université de Darmstadt où ils étudiaient le dessin industriel. Désormais l’équipe ARTEFAKT possède 10 designers qui ont créé par exemple la nouvelle collection de douches Idealrain Pro.
- Marc Sadler, un designer spécialisé dans la création de meubles et d’équipement pour la maison comme les appareils électroménagers et des produits techniques.
- Ronen Joseph qui a commencé sa carrière par l’assistance à la création du  Musée d’Art Moderne de Merone
- Matteo Baroni et Fabio Valeriani, deux fondateurs de leur propre cabinet de design et d’architecture en 1997
- Franco Bertoli, un architecte, designer et propriétaire d’un studio à Milan
- Robin Levien

## Sites de production
Le groupe possède 17 sites de production dans 9 pays.
Sites de production actuels :
- Angoulême (France)
- Braga (Portugal)
- Wittlich (Allemagne)
- Venlo (Pays-Bas)
- Vidima (Bulgarie)
- Rugeley (Royaume-Uni)
- Hull (Royaume-Uni)
- Teplice (République Tchèque)
- Trichiana (Italie)
- Roccasecca (Italie)
- Sevlievo (Bulgarie)
- Égypte

Anciens sites de production :
- Revin (France) : ancienne usine Porcher, site fermé en 2011[7]
- Dole (France) : production arrêtée en 2011, la partie logistique du site reste active[8]
- Middlewich (Royaume-Uni) : site fermé en 2011[9]